# 共享空間

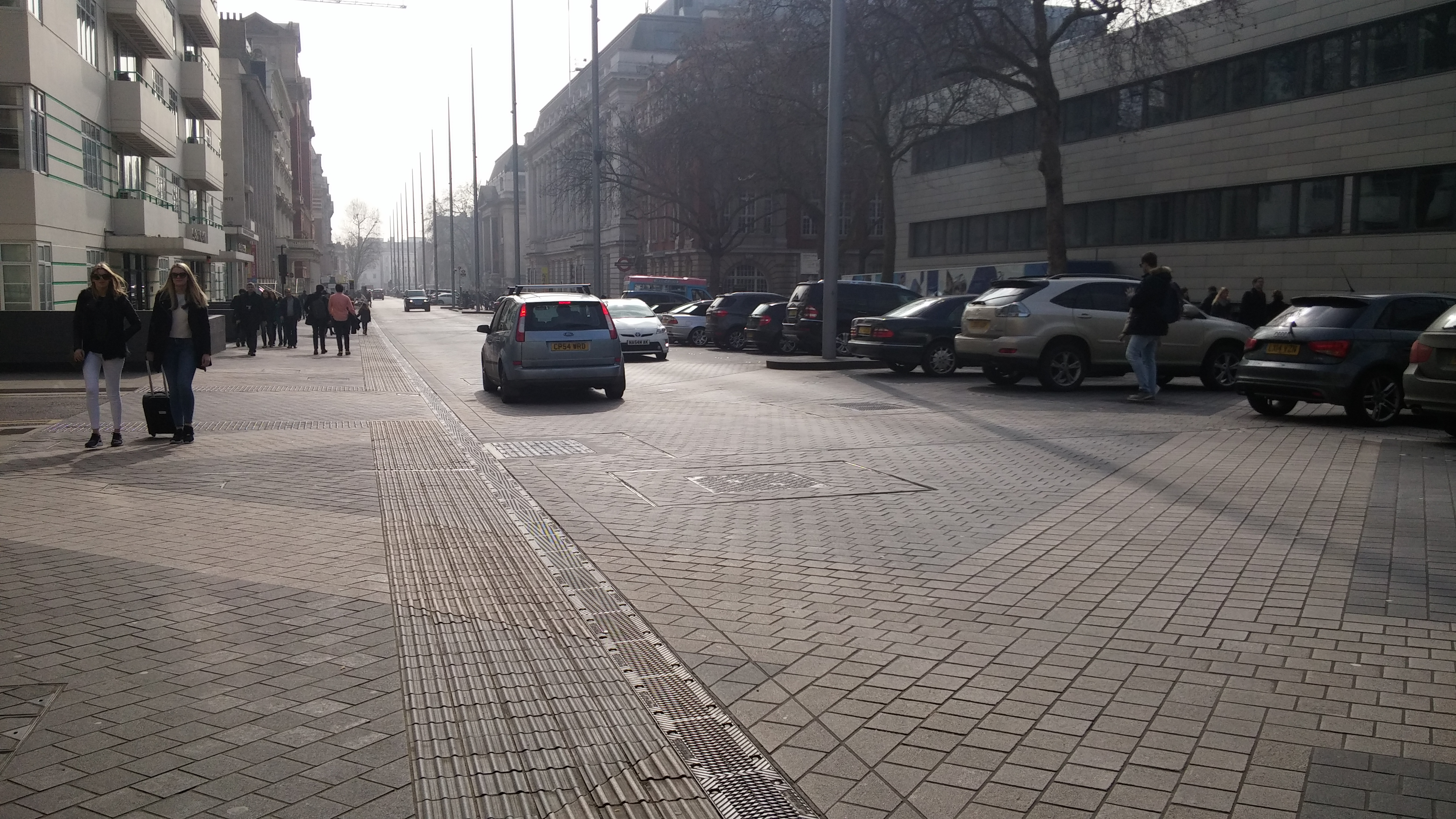
行人和汽車在倫敦的展覽路共享同一路面

共享空間（英語：shared space），又稱人車共享空間，是一種透過移除街道上的交通號誌、信號燈或緣石等施設，來提高汽車駕駛或行人的注意力的道路設計手法，最早由荷蘭的交通工程師漢斯·莫德曼所提出。

## 概念
不同運具的使用者在使用街道或廣場等公共空間時都應擁有相同的使用權，不應該根據交通運輸工具的不同而給予不同對待，因此，設計道路時不劃分車行或人行空間，使人車混合，並共同使用該公共空間。

### 目的
降低車輛在街道的強勢地位，在不禁止機動車輛進入的情況下改善公共空間及生活環境的品質，使空間更人性化。

### 原理
透過消弭行人和汽車間路權的界線，使道路上的各類使用者皆具有相同的路權，一方面可以增加道路使用者的不確定性，另一方面也可以去除車輛優先的意象，並且，基於風險補償的心理，車輛會降低速度，得以降低車輛在街道的強勢地位。

## 歷史
共享空間最早由荷蘭的交通工程師Hans Monderman在1991年提出，在2004至2008年，歐盟開始實行一項跨國人車共享試行計劃，並首先實施於德國的博姆特。

## 批評
有些交通工程師認為行人不見得會願意行走於共享空間上，尤其是女人和小孩可能會為了躲避汽車而只能行走於路肩，而共享空間也會降低道路的流量。他們認為，行人只願意行走在原本車流量就不大，且車行速度不快的街道。
而且因為共享空間消除了車道與人行道的界線，導致視障或是聽障等行動不方便的弱勢團體無法安全行走於道路上，這些弱勢團體無法和一般人一樣即時發現道路的突發狀況，若貿然撤去柵欄等保護設施可能使事故更容易發生。

## 世界各地案例與實踐

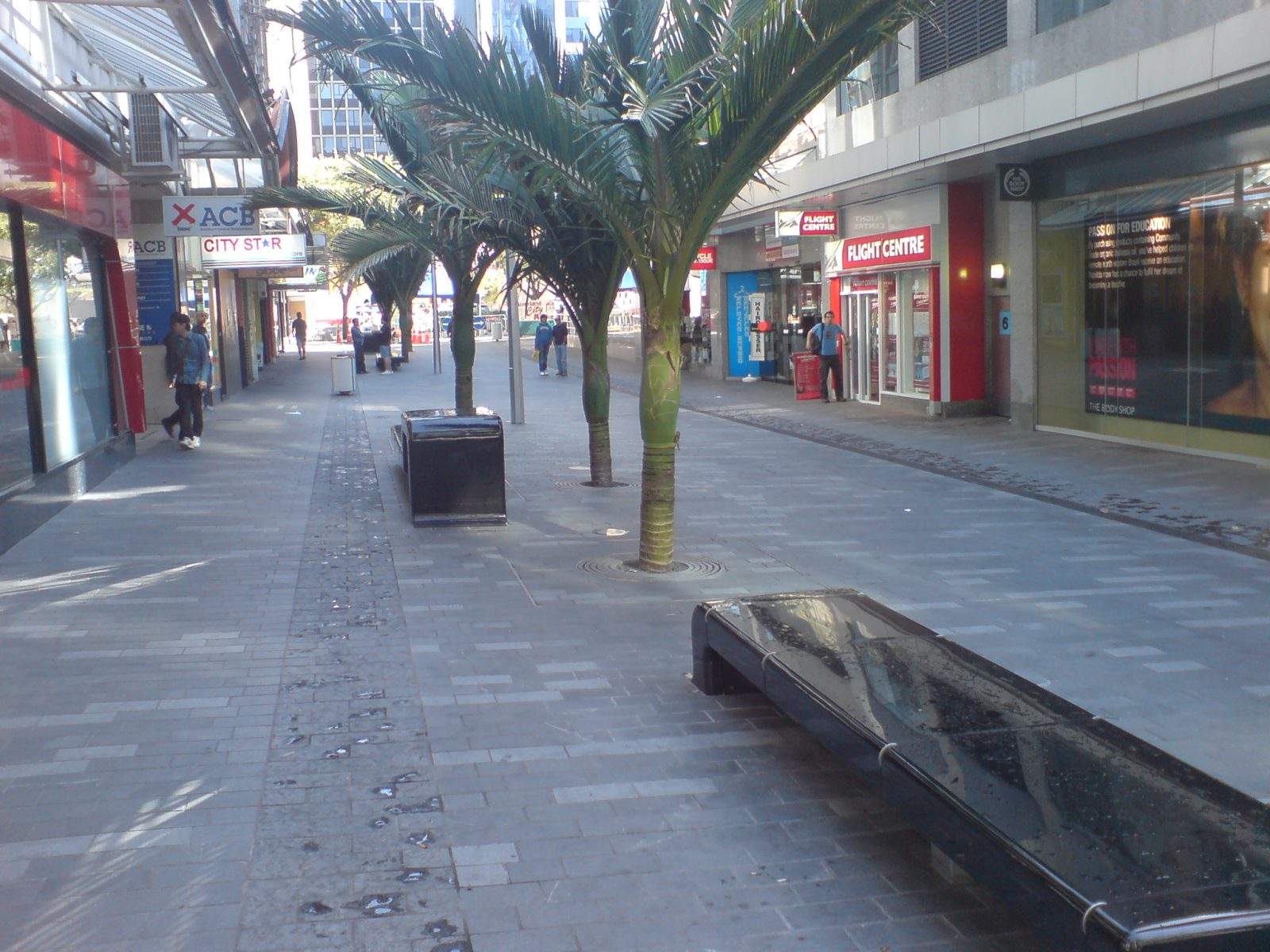
位於紐西蘭奧克蘭的共享空間

### 澳大利亞
本迪戈於2007年在市中心推廣共享空間，並延伸發展出共享區域。

### 紐西蘭
紐西蘭政府為了因應2011年的世界盃欖球賽，把奧克蘭的數條道路改建成了共享空間。

### 英國
倫敦在2012年時將展覽路改建為共享空間。

## 資料來源
1. ↑  . IRIコマース&テクノロジー. レスポンス（Response.jp）. 2005-01-07  [2019-05-30]. （原始内容存档于2019-06-05） （日语）.
2. 1 2 3  . Project Report. University of the West of England. Moody, S. & Melia, S.   [2019-05-30]. （原始内容存档于2019-06-05） （英语）.
3. 1 2  Hamilton-Baillie, Ben.  (PDF).   [2010-12-14]. （原始内容 (PDF)存档于2010-12-14） （英语）.
4. ↑  . THE PEDESTRIANS' ASSOCIATION.   [2019-06-05]. （原始内容存档于2019-06-05） （英语）.
5. ↑  . Deutsche Welle. 2006-08-27  [2019-05-30]. （原始内容存档于2019-06-05） （英语）.
6. ↑  Hammond, Victoria; Musselwhite, Charles. . Journal of Urban Design: 78–97.   [2019-06-06]. （原始内容存档于2019-06-05） （英语）.
7. ↑  . BBC. 2009-05-20  [2019-06-06]. （原始内容存档于2019-06-05） （英语）.
8. ↑  . Lord Holmes of Richmond MBE. 2015-07-01  [2019-06-06]. （原始内容存档于2015-11-09） （英语）.
9. ↑  Lucas, Clay. . The Sydney Morning Herald. 2007-10-18  [2019-06-06]. （原始内容存档于2019-06-05） （英语）.
10. ↑  Auttapone, Karndacharuk; Wilson, Douglas J; Dunn, Roger CM. . Road & Transport Research: A Journal of Australian and New Zealand Research and Practice.: 52.   [2019-06-06]. （原始内容存档于2019-06-05） （英语）.
11. ↑  Moore, Rowan. . 衛報. 2012-01-29  [2012-01-29]. （原始内容存档于2019-06-05） （英语）.